# Tour de France 1931
Le Tour de France 1931, 25e édition du Tour de France, s'est déroulé du 30 juin au 26 juillet 1931 sur 24 étapes pour 5 095 km. Il a été remporté par le coureur français Antonin Magne.

## Parcours
Le Tour de France 1931 s'inscrit dans la période de 1905 à 1951, durant laquelle le parcours de la course réalise un « chemin de ronde », collant aux frontières de l'Hexagone.
Gap (Hautes-Alpes), Aix-les-Bains (Savoie) et Colmar (Haut-Rhin) sont villes-étapes pour la première fois.
La course commence à Paris et dans sa banlieue, comme tous les ans jusqu'en 1950, à l'exception de 1926. Le départ est donné au Vésinet, après un défilé dans les rues de Paris depuis le siège de L'Auto, rue du Faubourg-Montmartre.
Le parc des Princes accueille l'arrivée du Tour de 1903 à 1967.

## Équipes participantes
La formule des équipes nationales introduite en 1930 ayant fait ses preuves, elle est  est reconduite lors de cette édition; elle sera conservée jusqu'en 1961.
| no      | Équipes           |
| ------- | ----------------- |
| 1-8     | Belgique          |
| 9-16    | Italie            |
| 17-24   | Australie/ Suisse |
| 25-32   | Allemagne         |
| 33-40   | France            |
| 41      | Espagne           |
| 101-140 | Touriste-routier  |

## Bilan de la course
- L'Italien Raffaele Di Paco et le Français Charles Pélissier remportent chacun 5 étapes.
- 3 jours de repos dans ce Tour.
- C'est la première fois qu'un citoyen d'un pays non limitrophe avec la France est leader au Général. Avant Max Bulla (Autrichien), les porteurs du maillot jaune étaient tous Français, Belges, Italiens et Luxembourgeois.
- Bonification de 3 minutes au vainqueur d'étape s'il termine avec plus de 3 minutes d'avance sur le second.
- Ce Tour fut parcouru à une vitesse moyenne de 28,735 km/h.
- L'épreuve sert de cadre à une partie significative du film Hardi les gars, réalisé à l'époque par Maurice Champreux. Le nommé Biscot, facteur de province, participe au Tour, termine bon dernier de chacune des premières étapes, mais n'a pas dit son dernier mot...

## Étapes
| Étape,    | Date        | Villes étapes                             |                   | Distance (km) | Vainqueur d’étape | Leader du classement général       |
| --------- | ----------- | ----------------------------------------- | ----------------- | ------------- | ----------------- | ---------------------------------- |
| 1re étape | 30 juin     | Paris - Le Vésinet – Caen                 | Étape de plaine   | 208           | Alfred Hamerlinck | Alfred Hamerlinck                  |
| 2e étape  | 1er juillet | Caen – Dinan                              | Étape de plaine   | 212           | Max Bulla         | Max Bulla                          |
| 3e étape  | 2 juillet   | Dinan – Brest                             | Étape de plaine   | 206           | Fabio Battesini   | Léon Le Calvez                     |
| 4e étape  | 3 juillet   | Brest – Vannes                            | Étape de plaine   | 211           | André Godinat     | Raffaele Di Paco                   |
| 5e étape  | 4 juillet   | Vannes – Les Sables-d'Olonne              | Étape de plaine   | 202           | Charles Pélissier | Charles Pélissier Raffaele Di Paco |
| 6e étape  | 5 juillet   | Les Sables-d'Olonne – Bordeaux            | Étape de plaine   | 338           | Alfred Hamerlinck | Raffaele Di Paco                   |
| 7e étape  | 6 juillet   | Bordeaux – Bayonne                        | Étape de plaine   | 180           | Gérard Loncke     | Raffaele Di Paco                   |
| 8e étape  | 7 juillet   | Bayonne – Pau                             | Étape de plaine   | 106           | Charles Pélissier | Charles Pélissier                  |
| 9e étape  | 8 juillet   | Pau – Luchon                              | Étape de montagne | 231           | Antonin Magne     | Antonin Magne                      |
| 10e étape | 10 juillet  | Luchon – Perpignan                        | Étape de montagne | 322           | Raffaele Di Paco  | Antonin Magne                      |
| 11e étape | 12 juillet  | Perpignan – Montpellier                   | Étape de plaine   | 164           | Raffaele Di Paco  | Antonin Magne                      |
| 12e étape | 13 juillet  | Montpellier – Marseille                   | Étape de plaine   | 207           | Max Bulla         | Antonin Magne                      |
| 13e étape | 14 juillet  | Marseille – Cannes                        | Étape de plaine   | 181           | Charles Pélissier | Antonin Magne                      |
| 14e étape | 15 juillet  | Cannes – Nice                             | Étape de montagne | 132           | Eugenio Gestri    | Antonin Magne                      |
| 15e étape | 17 juillet  | Nice – Gap                                | Étape de montagne | 233           | Jef Demuysere     | Antonin Magne                      |
| 16e étape | 18 juillet  | Gap – Grenoble                            | Étape de montagne | 102           | Charles Pélissier | Antonin Magne                      |
| 17e étape | 19 juillet  | Grenoble – Aix-les-Bains                  | Étape de montagne | 230           | Max Bulla         | Antonin Magne                      |
| 18e étape | 20 juillet  | Aix-les-Bains – Évian-les-Bains           | Étape de montagne | 204           | Jef Demuysere     | Antonin Magne                      |
| 19e étape | 21 juillet  | Évian-les-Bains – Belfort                 | Étape de montagne | 282           | Raffaele Di Paco  | Antonin Magne                      |
| 20e étape | 22 juillet  | Belfort – Colmar                          | Étape de montagne | 209           | André Leducq      | Antonin Magne                      |
| 21e étape | 23 juillet  | Colmar – Metz                             | Étape de plaine   | 192           | Raffaele Di Paco  | Antonin Magne                      |
| 22e étape | 24 juillet  | Metz – Charleville                        | Étape de plaine   | 159           | Raffaele Di Paco  | Antonin Magne                      |
| 23e étape | 25 juillet  | Charleville – Malo-les-Bains              | Étape de plaine   | 271           | Gaston Rebry      | Antonin Magne                      |
| 24e étape | 26 juillet  | Malo-les-Bains – Paris - Parc des Princes | Étape de plaine   | 313           | Charles Pélissier | Antonin Magne                      |

Note : le règlement ne fait aucune distinction entre les étapes de plaine ou de montagne ; les icônes indiquent simplement la présence ou non d'ascensions notables durant l'étape.

## Classements finals

### Classement général
| Classement général | Classement général     | Classement général | Classement général | Classement général  |
|                    | Coureur                | Pays               | Équipe             | Temps               |
| ------------------ | ---------------------- | ------------------ | ------------------ | ------------------- |
| 1er                | Antonin Magne          | France             | France             | en 177 h 10 min 3 s |
| 2e                 | Jef Demuysere          | Belgique           | Belgique           | + 12 min 56 s       |
| 3e                 | Antonio Pesenti        | Italie             | Italie             | + 22 min 51 s       |
| 4e                 | Gaston Rebry           | Belgique           | Belgique           | + 46 min 40 s       |
| 5e                 | Maurice De Waele       | Belgique           | Belgique           | + 49 min 46 s       |
| 6e                 | Julien Vervaecke       | Belgique           | Belgique           | + 1 h 10 min 11 s   |
| 7e                 | Louis Peglion          | France             | France             | + 1 h 18 min 33 s   |
| 8e                 | Erich Metze            | Allemagne          | Allemagne          | + 1 h 20 min 59 s   |
| 9e                 | Albert Büchi           | Suisse             | Australie / Suisse | + 1 h 29 min 29 s   |
| 10e                | André Leducq           | France             | France             | + 1 h 30 min 8 s    |
| 11e                | Oskar Thierbach        | Allemagne          | Allemagne          | + 1 h 34 min 3 s    |
| 12e                | Hubert Opperman        | Australie          | Australie / Suisse | + 1 h 36 min 43 s   |
| 13e                | Benoît Faure           | France             | France             | + 1 h 40 min 38 s   |
| 14e                | Charles Pélissier      | France             | France             | + 1 h 45 min 11 s   |
| 15e                | Max Bulla              | Autriche           | Touriste-Routier   | + 1 h 51 min 32 s   |
| 16e                | Kurt Stöpel            | Allemagne          | Allemagne          | + 2 h 5 min 58 s    |
| 17e                | Rafaele Di Paco        | Italie             | Italie             | + 2 h 11 min 11 s   |
| 18e                | Alfons Schepers        | Belgique           | Belgique           | + 2 h 15 min 27 s   |
| 19e                | Ludwig Geyer           | Allemagne          | Allemagne          | + 2 h 16 min 22 s   |
| 20e                | Herbert Sieronski (en) | Allemagne          | Allemagne          | + 2 h 23 min 40 s   |
| 21e                | Roger Pipoz            | Suisse             | Australie / Suisse | + 2 h 25 min 19 s   |
| 22e                | Hermann Buse           | Allemagne          | Allemagne          | + 2 h 28 min 22 s   |
| 23e                | Alfred Siegel (en)     | Allemagne          | Allemagne          | + 2 h 36 min 6 s    |
| 24e                | Marius Guiramand (en)  | France             | Touriste-Routier   | + 3 h 5 min 39 s    |
| 25e                | Michele Orecchia       | Italie             | Italie             | + 3 h 9 min 26 s    |
| modifier           |                        |                    |                    |                     |

### Challenge international
| Classement du Challenge international | Classement du Challenge international | Classement du Challenge international | Classement du Challenge international |
|                                       | Équipe                                | Pays                                  | Temps                                 |
| ------------------------------------- | ------------------------------------- | ------------------------------------- | ------------------------------------- |
| 1re                                   | Belgique                              | Belgique                              | en 533 h 19 min 31 s                  |
| 2e                                    | France                                | France                                | + 57 min 19 s                         |
| 3e                                    | Allemagne                             | Allemagne                             | + 3 h 11 min 38 s                     |
| 4e                                    | Australie / Suisse                    | Australie / Suisse                    | + 3 h 53 min 54 s                     |
| 5e                                    | Italie                                | Italie                                | + 4 h 0 min 6 s                       |
| modifier                              |                                       |                                       |                                       |

## Liste des coureurs

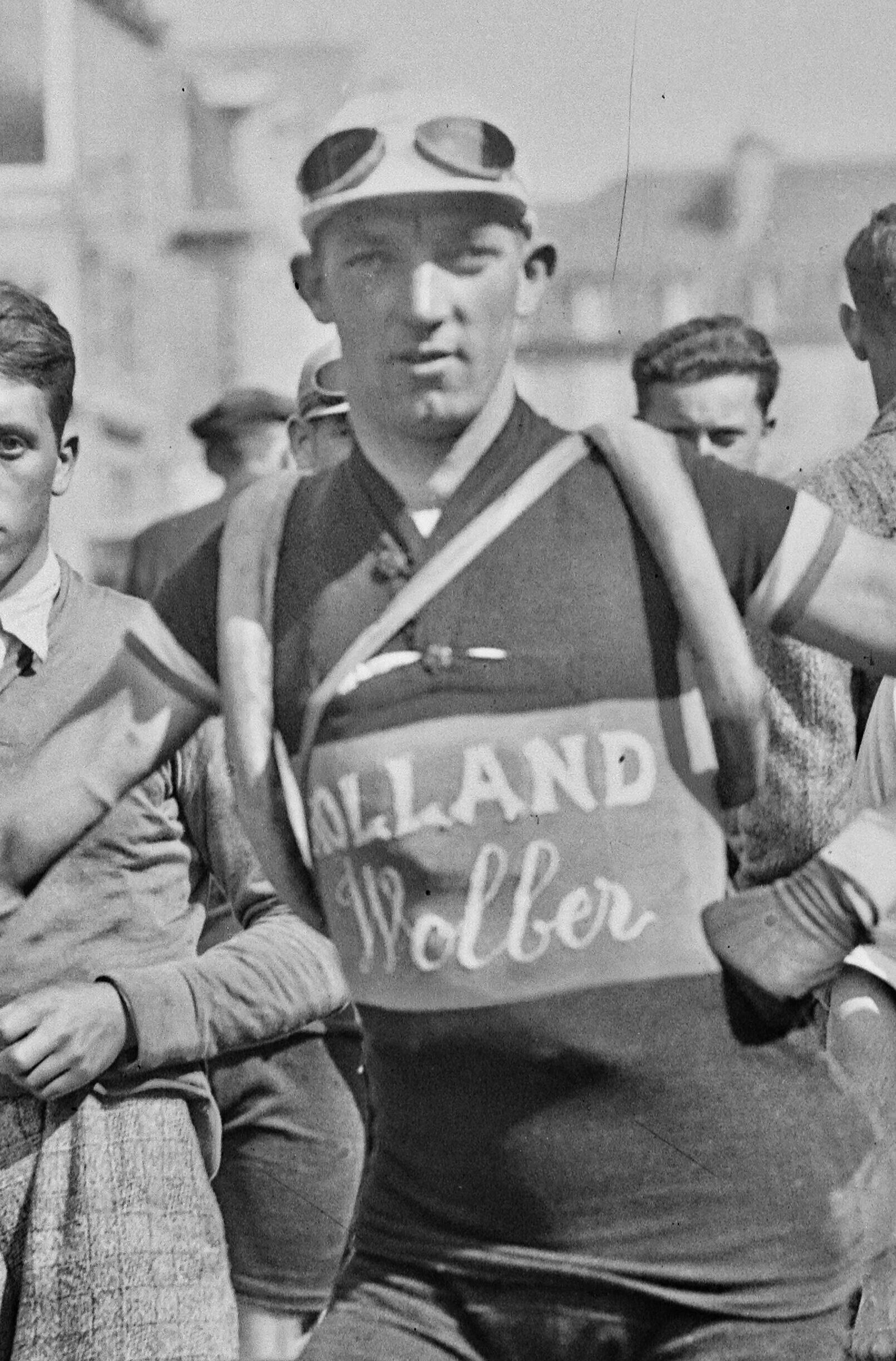
André Van Vierst, dossard 139 à Dinan lors du Tour de France 1931

La liste ci-dessous présente les coureurs inscrits par numéro de dossard.
| Légende | Légende                                                                    | Légende | Légende                                                    |
| ------- | -------------------------------------------------------------------------- | ------- | ---------------------------------------------------------- |
| Num     | Dossard de départ porté par le coureur sur ce Tour                         | Pos     | Position à l'arrivée de la course                          |
|         | Indique un maillot de champion national ou mondial, suivi de sa spécialité | NP      | Indique un coureur qui n'a pas pris le départ de la course |
| AB      | Indique un coureur qui n'a pas terminé la course                           | HD      | Indique un coureur qui a terminé la course hors des délais |

| Belgique | Belgique                       | Belgique |
| -------- | ------------------------------ | -------- |
| Num      | Coureur                        | Pos      |
| 1        | Alfred Hamerlinck (BEL)        | AB-12    |
| 2        | Gaston Rebry (BEL)             | 4e       |
| 3        | Romain Gijssels (BEL)          | NP-16    |
| 4        | Jef Demuysere (BEL)            | 2e       |
| 5        | Julien Vervaecke (BEL)         | 6e       |
| 6        | Alfons Schepers (BEL)          | 18e      |
| 7        | Bernard Van Rysselberghe (BEL) | AB-12    |
| 8        | Maurice De Waele (BEL)         | 5e       |

| Italie | Italie                  | Italie |
| ------ | ----------------------- | ------ |
| Num    | Coureur                 | Pos    |
| 9      | Luigi Giacobbe (ITA)    | AB-10  |
| 10     | Raffaele Di Paco (ITA)  | 17e    |
| 11     | Fabio Battesini (ITA)   | 30e    |
| 12     | Francesco Camusso (ITA) | NP-10  |
| 13     | Eugenio Gestri (ITA)    | AB-20  |
| 14     | Felice Gremo (ITA)      | AB-22  |
| 15     | Michele Orecchia (ITA)  | 25e    |
| 16     | Antonio Pesenti (ITA)   | 3e     |

| Australie/Suisse | Australie/Suisse      | Australie/Suisse |
| ---------------- | --------------------- | ---------------- |
| Num              | Coureur               | Pos              |
| 17               | Hubert Opperman (AUS) | 12e              |
| 18               | Richard Lamb (AUS)    | 35e              |
| 19               | Ossie Nicholson (AUS) | HD-4             |
| 20               | Frankie Thomas (AUS)  | HD-3             |
| 21               | Jules Gillard (SUI)   | AB-2             |
| 22               | Roger Pipoz (SUI)     | 21e              |
| 23               | Georges Antenen (SUI) | DQ-14            |
| 24               | Albert Büchi (SUI)    | 9e               |

| Allemagne | Allemagne               | Allemagne |
| --------- | ----------------------- | --------- |
| Num       | Coureur                 | Pos       |
| 25        | Oskar Thierbach (GER)   | 11e       |
| 26        | Alfred Siegel (GER)     | 23e       |
| 27        | Erich Metze (GER)       | 8e        |
| 28        | Ludwig Geyer (GER)      | 19e       |
| 29        | Kurt Stöpel (GER)       | 16e       |
| 30        | Hermann Buse (GER)      | 22e       |
| 31        | Herbert Sieronski (GER) | 20e       |
| 32        | Karl Altenburger (GER)  | AB-2      |

| France | France                  | France |
| ------ | ----------------------- | ------ |
| Num    | Coureur                 | Pos    |
| 33     | Antonin Magne (FRA)     | 1er    |
| 34     | Benoît Faure (FRA)      | 13e    |
| 35     | André Leducq (FRA)      | 10e    |
| 36     | Jean Maréchal (FRA)     | 32e    |
| 37     | Charles Pélissier (FRA) | 14e    |
| 38     | Joseph Mauclair (FRA)   | 27e    |
| 39     | Léon Le Calvez (FRA)    | DQ-14  |
| 40     | Louis Peglion (FRA)     | 7e     |

| Espagne | Espagne                | Espagne |
| ------- | ---------------------- | ------- |
| Num     | Coureur                | Pos     |
| 41      | Francisco Cepeda (ESP) | AB-20   |

| Touristes-Routiers | Touristes-Routiers             | Touristes-Routiers |
| ------------------ | ------------------------------ | ------------------ |
| Num                | Coureur                        | Pos                |
| 101                | Julius Goedhuys (BEL)          | 33e                |
| 102                | Achiel Viaene (BEL)            | AB-17              |
| 103                | Gérard Loncke (BEL)            | AB-12              |
| 104                | August Van Tricht (BEL)        | AB-14              |
| 105                | Robert Van Grootenbruele (BEL) | AB-23              |
| 106                | Jean Naert (BEL)               | AB-9               |
| 107                | Georges Laloup (BEL)           | NP-6               |
| 108                | Giuseppe Pancera (ITA)         | AB-23              |
| 109                | Alessandro Catalini (ITA)      | AB-23              |
| 110                | Amulio Viarengo (ITA)          | AB-12              |
| 111                | Aristide Cavallini (ITA)       | AB-2               |
| 112                | Pietro Mori (ITA)              | NP-3               |
| 113                | Pierino Ferioli (ITA)          | HD-2               |
| 114                | Salvador Cardona (ESP)         | NP-6               |

| Touristes-Routiers (suite) | Touristes-Routiers (suite) | Touristes-Routiers (suite) |
| -------------------------- | -------------------------- | -------------------------- |
| Num                        | Coureur                    | Pos                        |
| 115                        | Max Bulla (AUT)            | 15e                        |
| 116                        | Erich Ussat (GER)          | HD-16                      |
| 117                        | Kurt Nitzschke (GER)       | AB-14                      |
| 118                        | Karl Olböter (GER)         | AB-17                      |
| 119                        | Lucien Laval (FRA)         | HD-2                       |
| 120                        | René Bernard (FRA)         | AB-24                      |
| 121                        | Jean Bidot (FRA)           | AB-12                      |
| 122                        | Louis Bajard (FRA)         | 28e                        |
| 123                        | Georges Berton (FRA)       | AB-17                      |
| 124                        | Francis Bouillet (FRA)     | AB-12                      |
| 125                        | Robert Brugère (FRA)       | AB-24                      |
| 126                        | Adrien Buttafocchi (FRA)   | AB-23                      |
| 127                        | Fernand Fayolle (FRA)      | 29e                        |
| 128                        | François Favé (FRA)        | AB-10                      |

| Touristes-Routiers (suite) | Touristes-Routiers (suite) | Touristes-Routiers (suite) |
| -------------------------- | -------------------------- | -------------------------- |
| Num                        | Coureur                    | Pos                        |
| 129                        | André Godinat (FRA)        | AB-12                      |
| 130                        | Marius Guiramand (FRA)     | 24e                        |
| 131                        | Gabriel Hargues (FRA)      | HD-2                       |
| 132                        | Henri François (FRA)       | 34e                        |
| 133                        | Joseph Fontenay (FRA)      | HD-3                       |
| 134                        | Marcel Mazeyrat (FRA)      | AB-3                       |
| 135                        | François Moreels (FRA)     | AB-12                      |
| 136                        | Julien Perrain (FRA)       | AB-5                       |
| 137                        | Jean Riondet (FRA)         | HD-6                       |
| 138                        | Fernand Robache (FRA)      | HD-2                       |
| 139                        | André Van Vierst (FRA)     | 26e                        |
| 140                        | Lazare Venot (FRA)         | 31e                        |